# بالیکومین
شهر بالیکومین (به انگلیسی: Ballycummin) با جمعیت  ۱۶٫۲۷۹   نفر  در شهرستان لیمریک در کشور جمهوری ایرلند واقع شده‌است.